# Metepeira desenderi
Metepeira desenderi är en spindelart som beskrevs av Léon Baert 1987. Metepeira desenderi ingår i släktet Metepeira och familjen hjulspindlar. Inga underarter finns listade i Catalogue of Life.